# Prueba ácida (oro)
Una prueba ácida es cualquier ensayo químico o metalúrgico cualitativo que utiliza ácido; más comúnmente, e históricamente, el uso de un ácido fuerte para distinguir el oro de los metales básicos. En sentido figurado, la prueba ácida es cualquier prueba definitiva para algún atributo, por ejemplo, del carácter de una persona o del rendimiento del producto. 

## Química
Las pruebas de oro con ácido se centran en el hecho de que el oro es un metal noble que es resistente al cambio por corrosión, oxidación o ácido. La prueba de fuego para el oro es frotar el artículo de color dorado en piedra negra, lo que dejará una marca fácilmente visible. La marca se prueba aplicando aqua fortis (ácido nítrico), que disuelve la marca de cualquier artículo que no sea oro. Si la marca permanece, se prueba aplicando agua regia (ácido nítrico y ácido clorhídrico). Si se quita la marca, esta prueba disuelve el oro, lo que demuestra que el artículo es oro genuino. Se pueden realizar pruebas más precisas del artículo para determinar su finura o pureza mediante el uso de diferentes concentraciones de agua regia y pruebas comparativas de artículos de oro de finura conocida.

## Significados figurativos
El significado figurativo de la expresión, donde se aplica a las pruebas de carácter, o pruebas definitivas de otros materiales, se hizo popular durante y después de la fiebre del oro de California, pero antes era actual, como lo muestra esta cita del Wisconsin. El periódico The Columbia Reporter, noviembre de 1845: "Veinticuatro años de servicio demuestra su capacidad para resistir la prueba del ácido, como lo ha hecho el jabón de Gibson durante más de treinta años".
Otros ejemplos del uso figurativo de la frase son los sitios web Acid1, Acid2 y Acid3, que están diseñados para probar los navegadores web para el cumplimiento de los estándares web actuales. Otro ejemplo es el método de relación rápida, apodado "prueba ácida", utilizado por los analistas financieros para evaluar la liquidez de una empresa. 
El uso del término " prueba ácida " para las experiencias con la droga psicodélica LSD fue popularizado por Merry Pranksters, y se deriva del nombre común de la droga, "ácido". 